# 帕索 (勃兰登堡州)
帕索（德語：Passow，發音：[ˈpasoː]）是德国勃兰登堡州乌克马克县曾经的一个市镇，面积51.38平方千米，2019年9月30日人口为1,431人。2022年4月19日，帕索与另外2个市镇并入市镇奥得河畔施韦特。